# Kemal Cingirt
Kemal Cingirt (* 30. Januar 1989 in Ordu) ist ein türkischer Fußballspieler.

## Spielerkarriere

### Verein
Cingirt begann 2003 in der Nachwuchsabteilung von Soyaspor Gençlik mit dem Vereinsfußball und wechselte 2004 in die Nachwuchsabteilung von Fenerbahçe Istanbul. Zur Saison 2008/09 wechselte er zu Düzcespor und unterschrieb hier seinen ersten Profivertrag. Nachdem er für diesen Verein und anschließend für Ünyespor eine Saison gespielt hatte, wechselte Cingirt zum Sommer 2011 zum Drittligisten Balıkesirspor. Bei diesem Klub spielte er zwei Spielzeiten lang als Ergänzungsspieler. Die Saison 2012/13 beendete seine Mannschaft als Meister der TFF 2. Lig und stieg in die TFF 1. Lig auf.
Im Sommer 2013 verließ Cingirt Balıkesirspor und wechselte zum Drittligisten Altınordu Izmir. Hier etablierte er sich schnell als Stammspieler und erreichte mit seinem Team zwei Spieltage vor Saisonende Drittligameisterschaft. Dadurch kehrte Altınordu nach 24-jähriger Abstinenz wieder in die TFF 1. Lig, in die zweithöchste türkische Spielklasse, zurück.
Zur Saison 2015/16 wechselte er zum Ligarivalen Yeni Malatyaspor und zur Saison 2016/17 zum Drittligisten Keçiörengücü.

### Nationalmannschaft
Cingirt absolvierte mehrere Einsätze für die türkische U-18- und U-19-Nationalmannschaft.

## Erfolge
Mit Balıkesirspor
- Meister der TFF 2. Lig und Aufstieg in die TFF 1. Lig: 2012/13

Mit Altınordu Izmir
- Meister der TFF 2. Lig und Aufstieg in die TFF 1. Lig: 2013/14